# Hnitbjerg
Hnitbjerg (oldnordisk: Hnitbjǫrg) er i nordisk mytologi et bjerg, hvori jætten Suttung gemte Skjaldemjøden, og satte sin datter Gunlød til at vogte over den.
N.F.S. Grundtvig oversatte det oldnordiske "Hnitbjǫrg" til "Knude-Bjerg". Navnet udtrykker ifølge Karsten Friis Viborg den tekniske vanskelighed ved digtekunsten, da bjerget netop voldte Odin store "knuder" i hans bestræbelser på at vinde Skjaldemjøden (der giver digteriske evner, og også kendes som "digtermjøden"). Niels Matthias Petersen oversatte navnet til "de tætføjede bjerge", og så Gunløds bolig i bjerget som et billede på "hele den jordiske jætte-natur i dybet".